# Ademir Kenović
Ademir Kenović (Sarajevo, 14 settembre 1950) è un regista bosniaco.
Si è diplomato all'Università di Sarajevo nel 1975. Tra il 1972–73 ha studiato cinema, letteratura inglese e arte alla Denison University in Ohio.

## Filmografia
- Kuduz (1989)
- Ovo malo duse (1991)
- MGM Sarajevo: Covjek, Bog, Monstrum (1994)
- Il cerchio perfetto (Savrseni krug) (1997)
- Secret Passage (2004)